# Metro de Delhi
El Metro de Delhi (en hindi: दिल्ली मेट्रो) es un sistema de metro de la ciudad de Delhi.

## Historia
En mayo de 1995 el Gobierno de la India y el Gobierno de Nueva Delhi crearon la compañía Delhi Metro Rail Corporation para la construcción y operación de la red del Metro de Delhi. El financiamiento del 56 % del costo total de la obra fue aportado por el Banco Japonés de Cooperación Internacional.
El primer tramo entre las estaciones Shahdara y Tis Hazari fue abierto el 25 de diciembre de 2002. La primera fase del proyecto de construcción incluía 65 kilómetros de línea y fue concluida en 2005, dos años antes de lo planificado.

## Material rodante
El Metro de Delhi tiene en 2015 un total de 216 formaciones de trenes eléctricos de cuatro, seis y ocho coches. Más de 100 trenes tienen seis coches y más de 60 funcionan con ocho coches.

## Imágenes

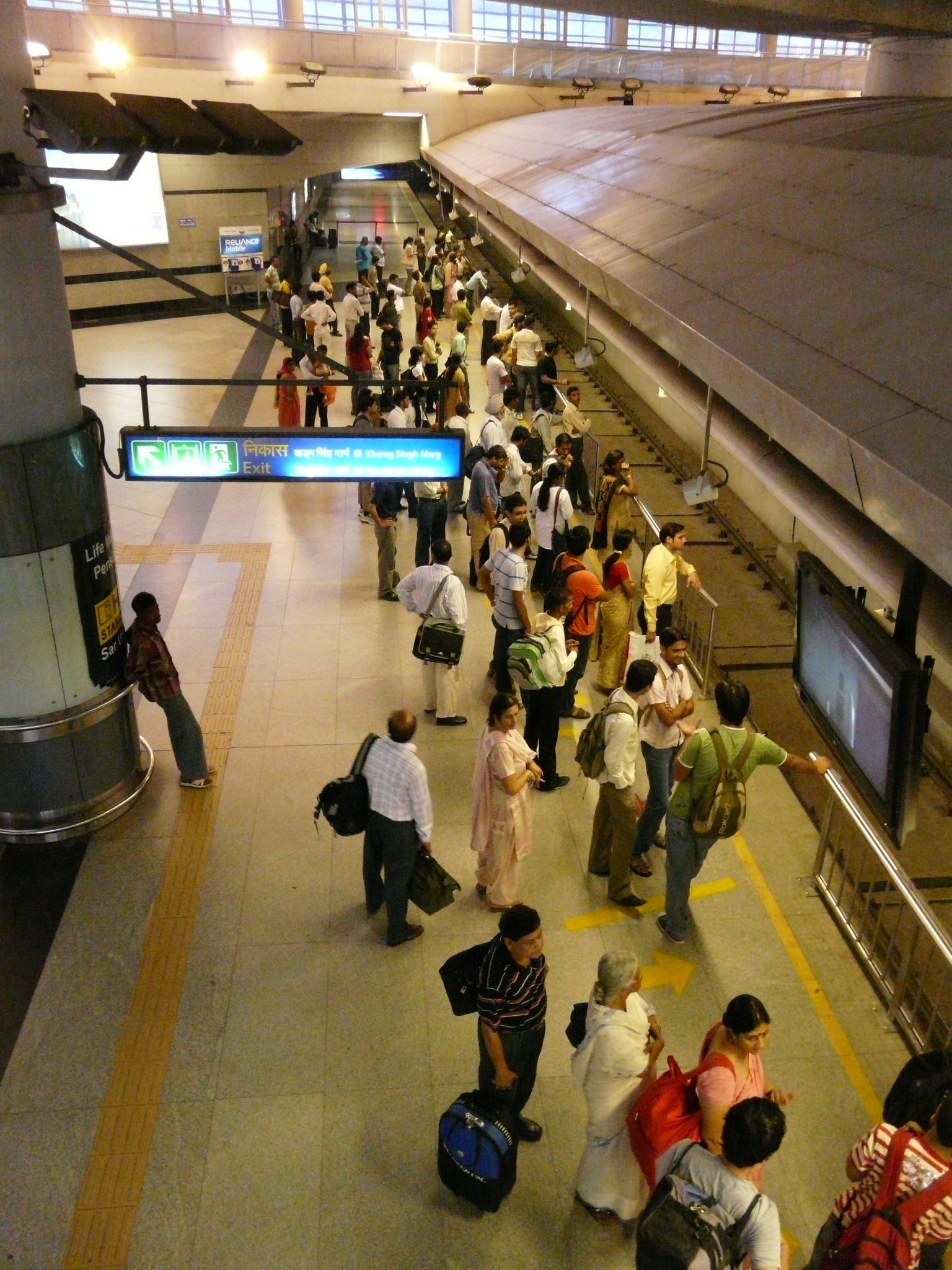
Estación Rajiv Chowk.
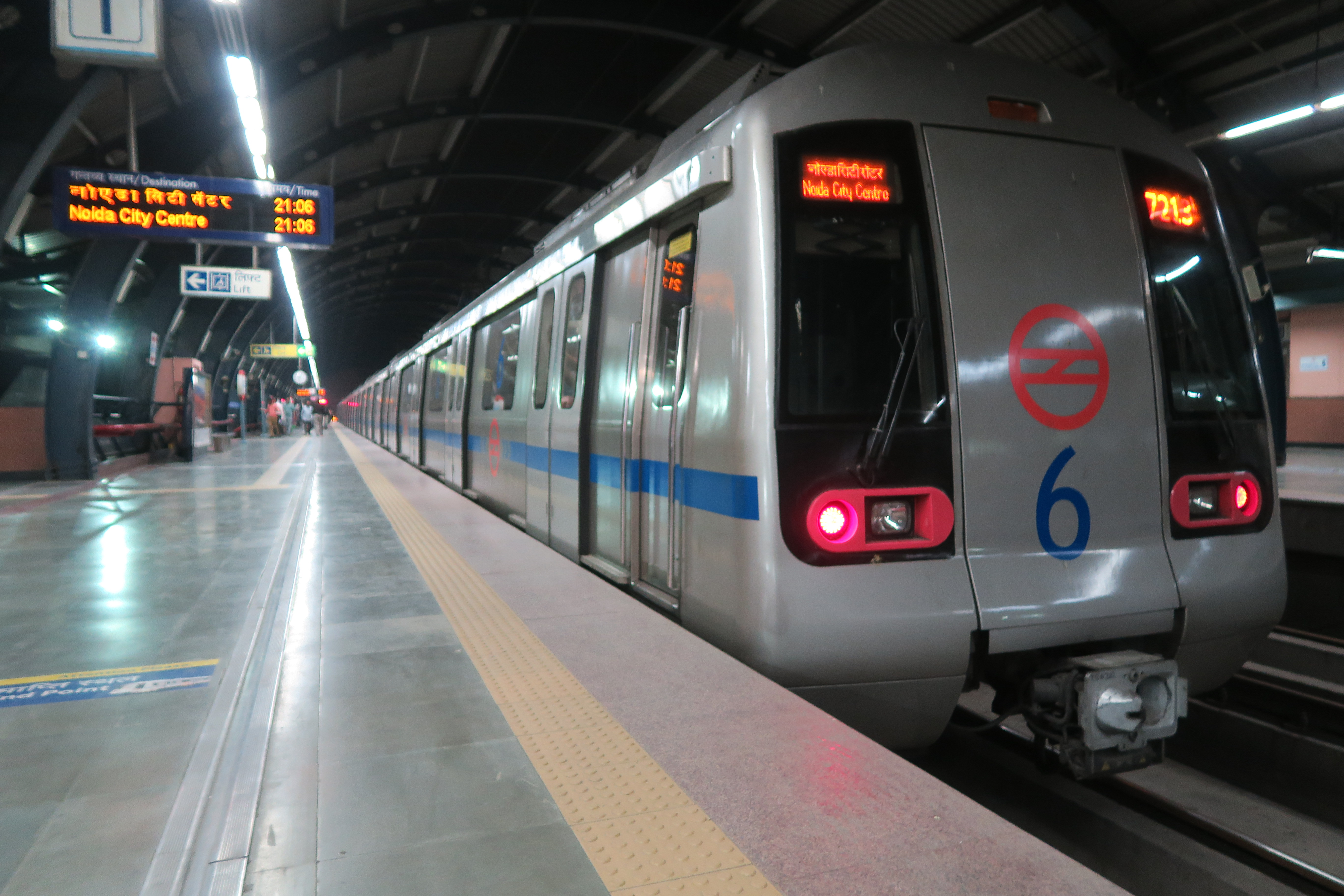
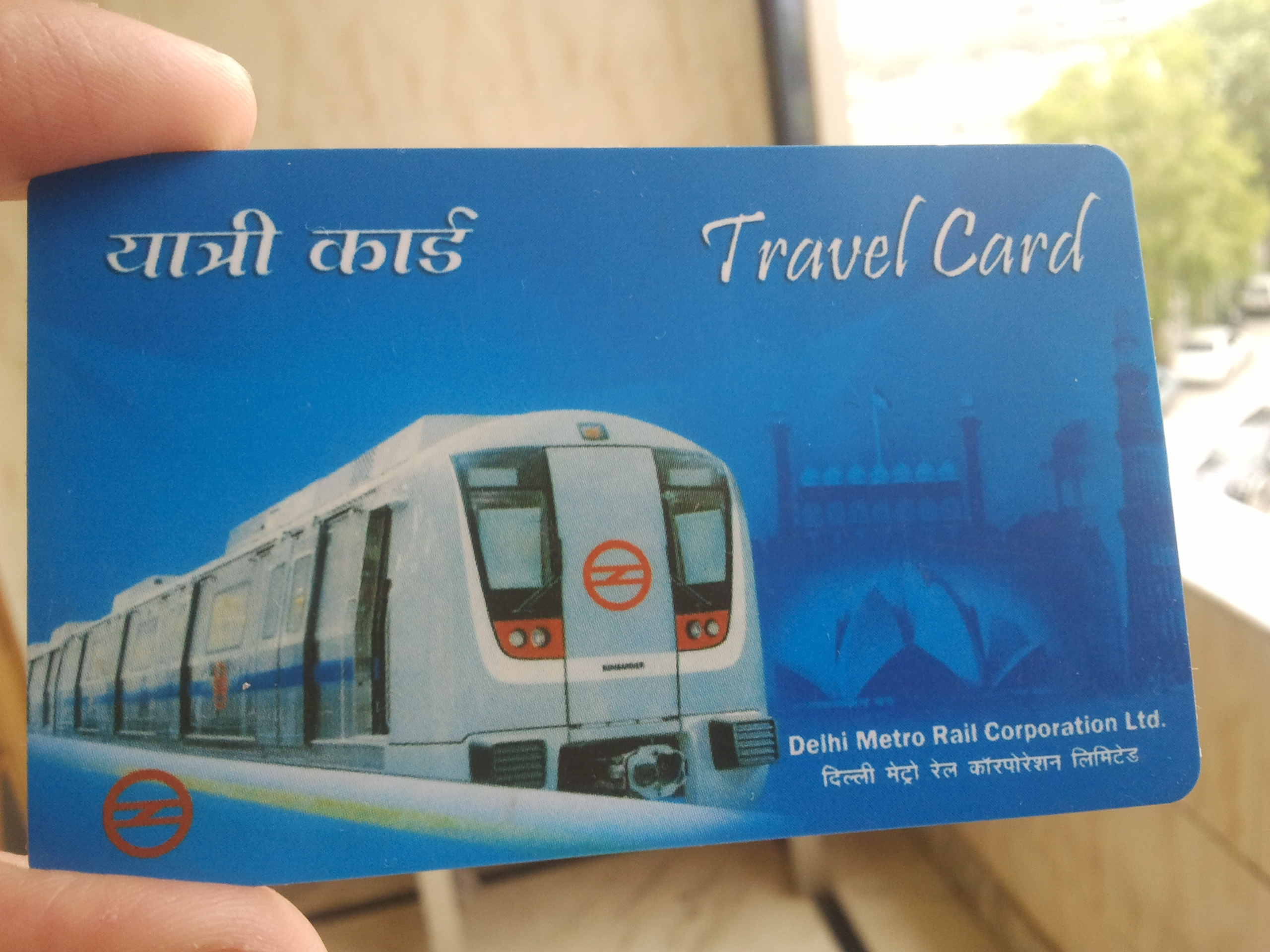
Tarjeta del metro
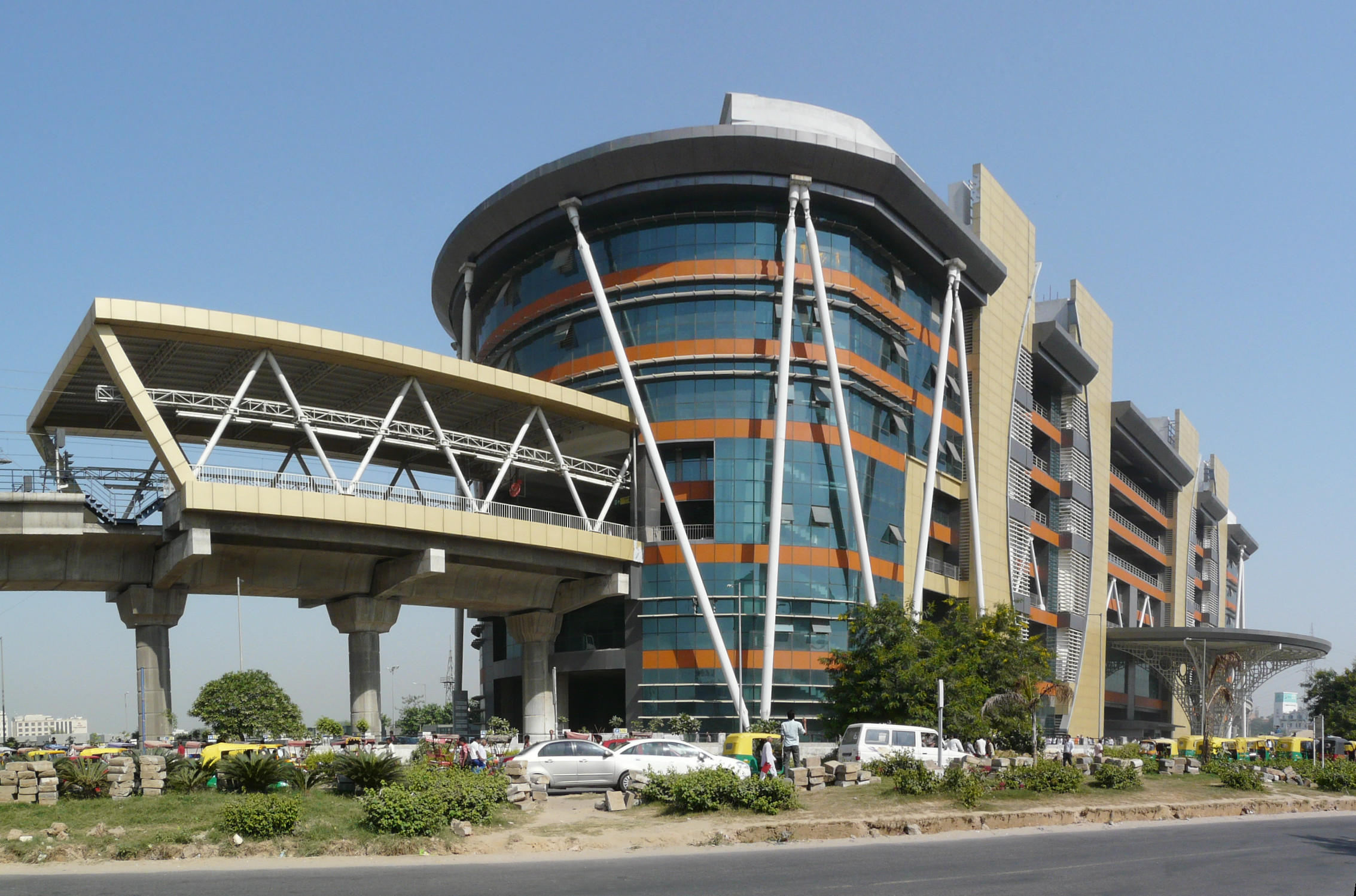
Estación HUDA City Centre.